# Dismorfismo

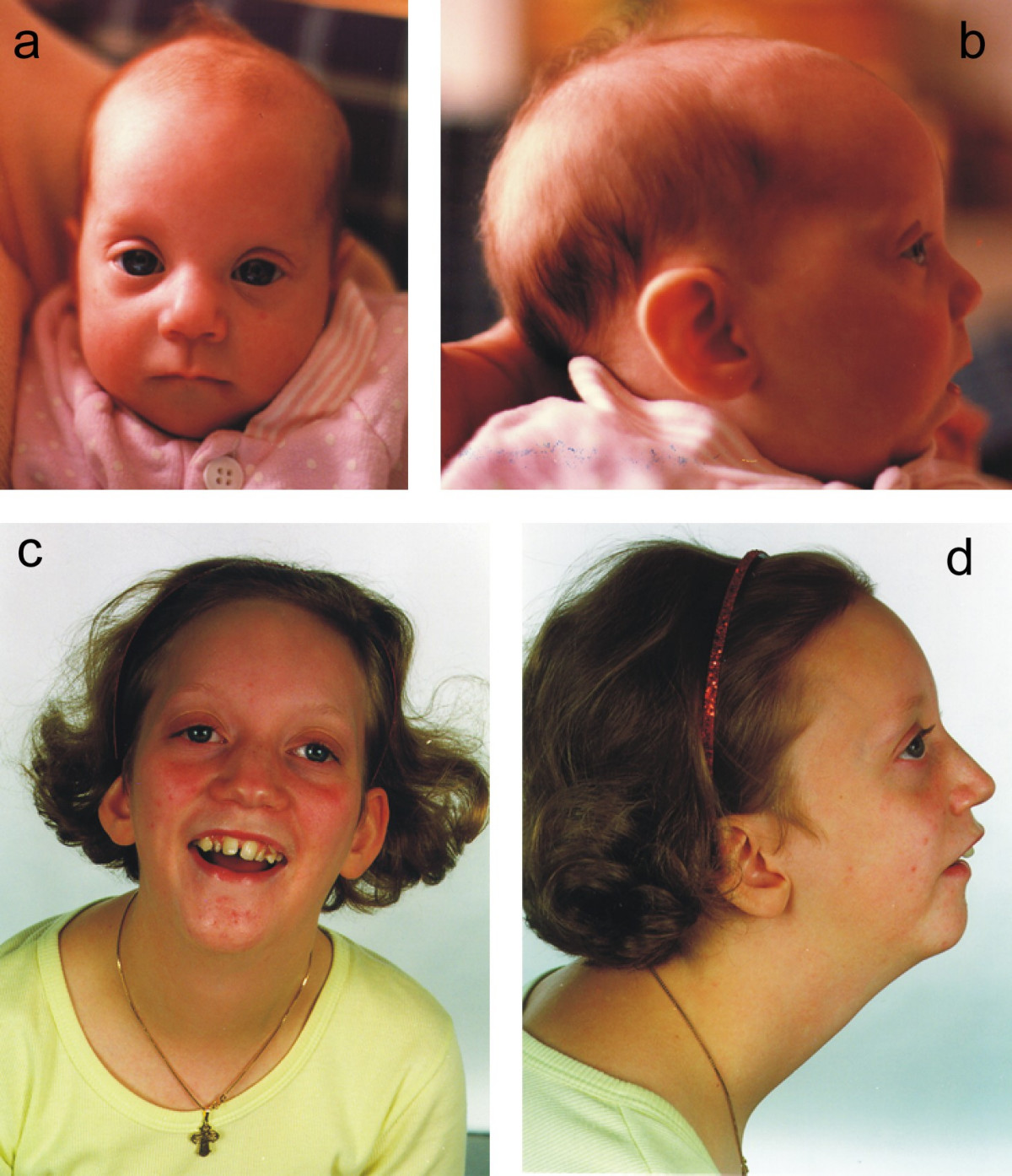
Dismorfismi multipli in un paziente con sindrome di Pitt-Rogers-Danks: microcefalia, micrognazia e protusione dei bulbi oculari

Il dismorfismo è un'alterazione morfologica cronicizzata a carico dello scheletro e che, quindi, non recede facilmente ma tende a peggiorare.
Possono essere classificati in simmetrici e asimmetrici. Sono simmetrici quei dismorfismi che provocano un dislivello sul piano sagittale, sono asimmetrici, invece, quelli che lo provocano sul piano frontale. Un esempio di dismorfismo potrebbe essere la scoliosi.
I dismorfismi portano a delle modificazioni strutturali della normale morfologia corporea. I paramorfismi sono delle degenerazioni composte.

## Terapia
I dismorfismi possono essere curati attraverso busti ortopedici e nei casi più gravi con degli interventi chirurgici, mentre invece i paramorfismi sono delle modificazioni composte e possono essere curati con la ginnastica.